# Teak

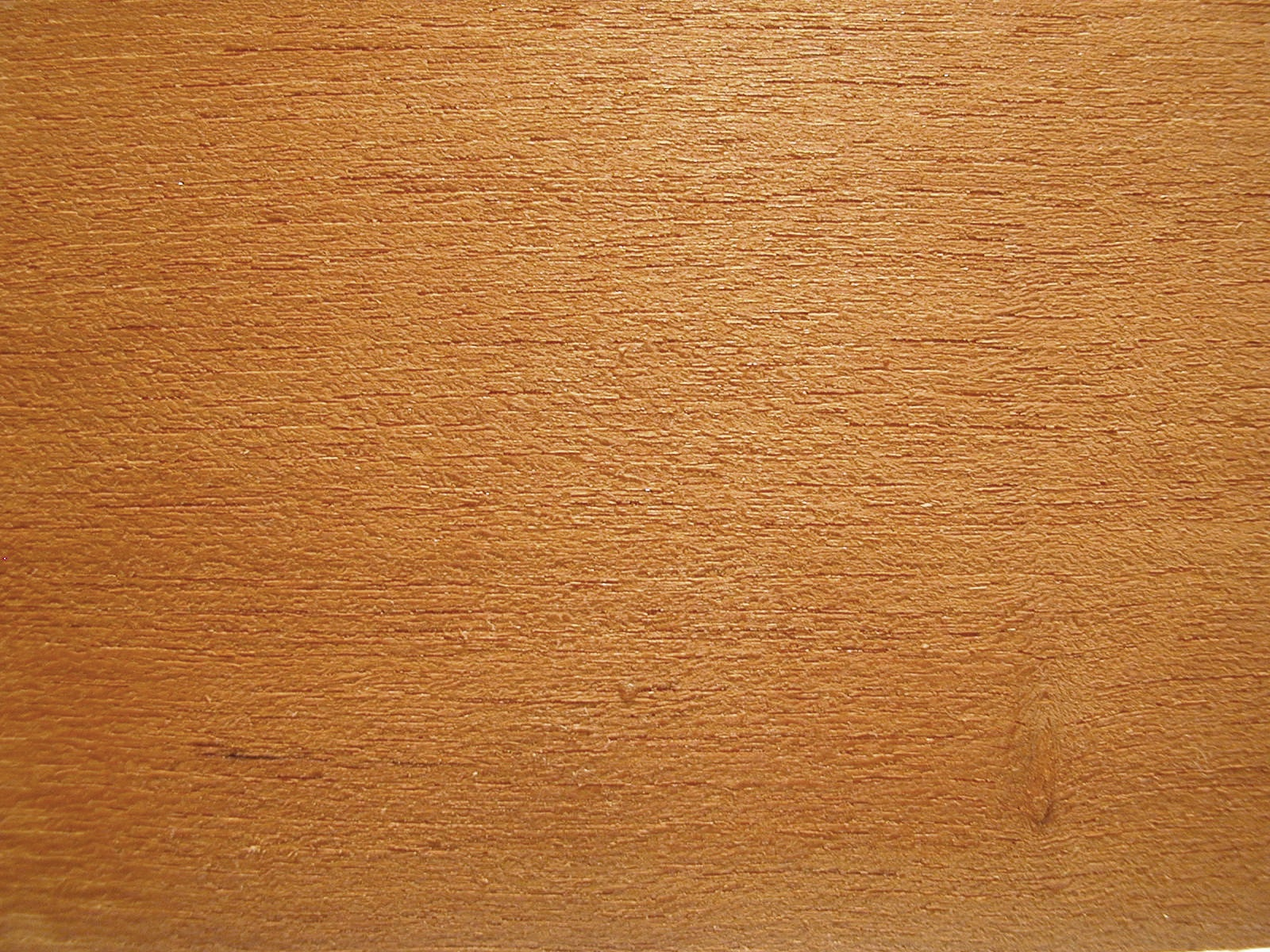
Teak, geolied (bijna kwartiers)

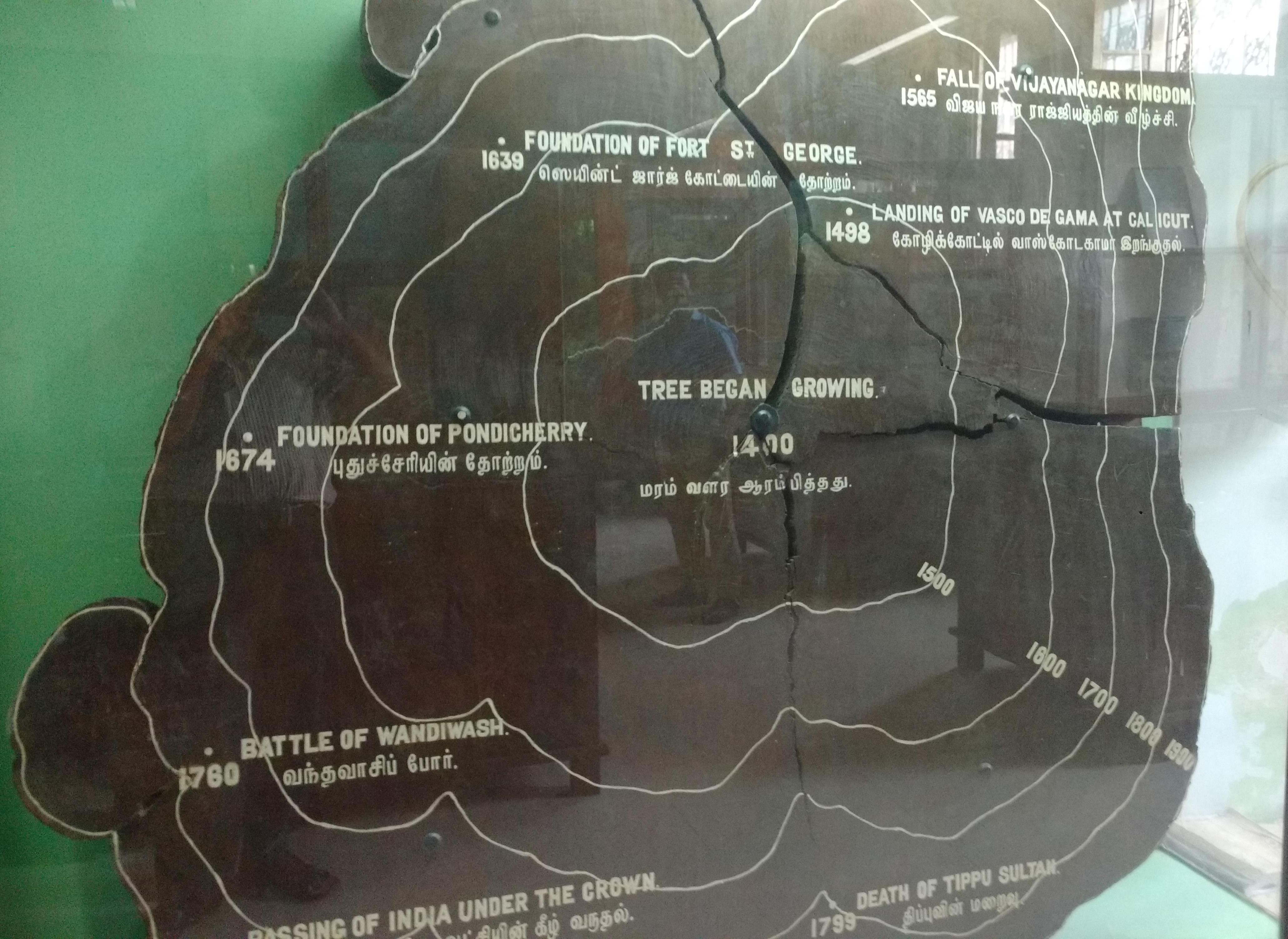
Doorsnee van oude teakboom (vanaf circa 1400)

Teak is een tropische houtsoort, afkomstig van de teakboom (Tectona grandis). Het heeft een grote reputatie en er circuleren (dus) veel misverstanden over.
Oorspronkelijk komt teak uit Zuidoost-Azië, maar de teakboom wordt tegenwoordig op grote schaal aangeplant in de tropen. Dit leidt ertoe dat er grote verschillen zijn in kleur, gewicht, hardheid, enzovoort. In de handel zijn tal van namen in omloop die bestaan uit "teak" met een voorvoegsel. Deels zijn dit teakkwaliteiten uit een bepaald groeigebied (er zijn immers zeer grote verschillen), deels zijn dit echter fantasienamen voor andere houtsoorten.

## Toepassing
Typische toepassingen voor teak zijn de scheepsbouw, met name dekken van jachten, en voor tuinmeubelen. In beide toepassingen is doorslaggevend dat teak heel goed bestand is tegen weer en wind, ook zonder dat het veel onderhoud krijgt. Tevens wordt het in laboratoria gebruikt als materiaal voor werkbladen, omdat het inert is en weinig poreus. 
Ook voor fijn schrijnwerk is het favoriet. Een bekend historisch object waarvoor deze houtsoort is gebruikt is de Gouden Koets van de Nederlandse koninklijke familie.
Een heel goede kwaliteit teak is het oude teakhout van Oost-Java dat werd gebruikt in oude traditionele huizen. Deze huizen worden vaak opgekocht puur om de kwaliteit van het teakhout, om daar meubels van te produceren.

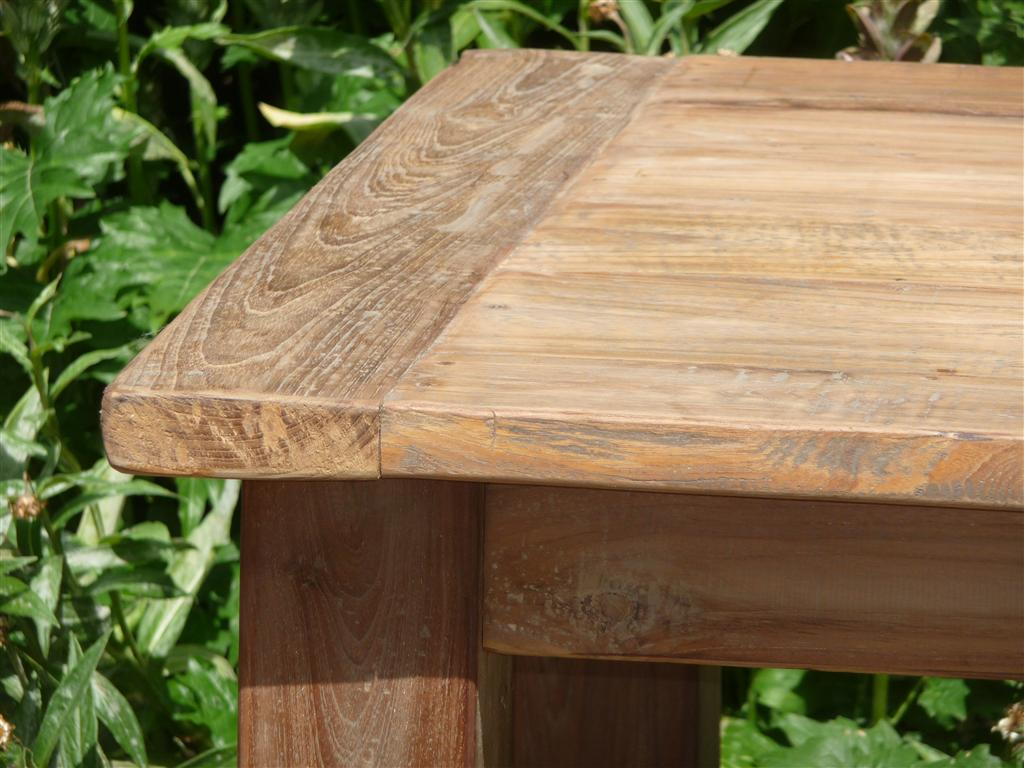
Detailopname van teak tafel gemaakt van oud Indonesisch teak

## Duurzaamheid
Teak is wereldwijd in opspraak omdat de betere kwaliteiten vaak geëxporteerd worden uit diverse landen in Zuidoost-Azië met een moeilijke politieke situatie, al dan niet met consequenties voor het bosbeheer. Hout met een duurzaam keurmerk zoals FSC zal het milieuvriendelijkst zijn: de claim is dat dit hout uit duurzaam beheerde bossen komt (er is ook teak met FSC-keurmerk).

## Fondsen
Onder investeerders werden op grote schaal fondsen geworven voor teakplantages, waarbij de voorgespiegelde rendementen niet altijd financieel solide geacht werden. In 2007 kende de AFM aan slechts enkele van deze teakfondsen een erkenning toe. De AFM kondigde aan hard in te grijpen in de sector, waar ongeveer vijfhonderd miljoen euro in belegd was door voornamelijk particulieren. Tussen 2008 en 2014 heeft de AFM "meer dan veertig keer handhavend opgetreden tegen aanbieders van en
bemiddelaars in teakhout als beleggingsobject."

## Galerij

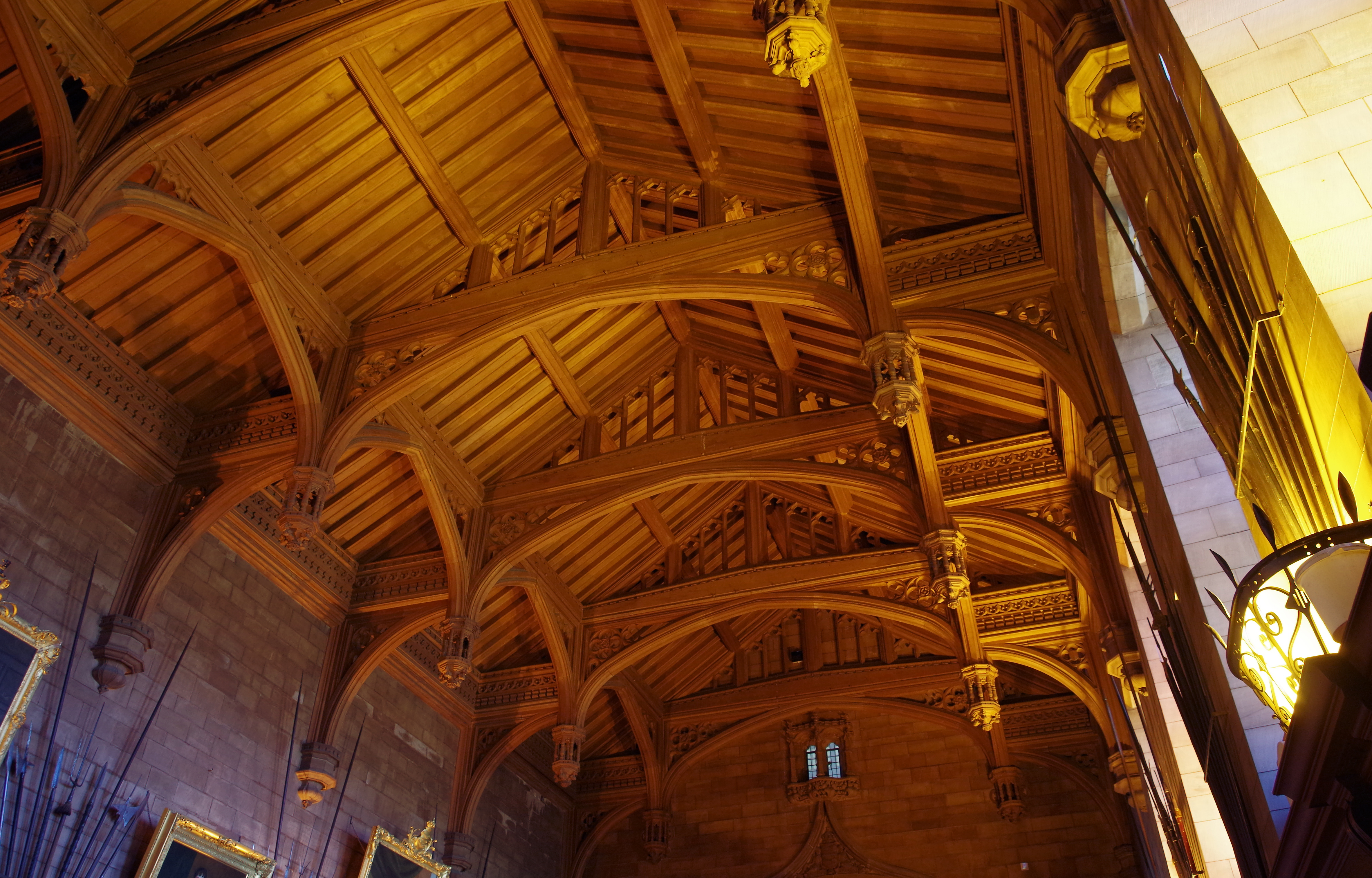
Dakconstructie
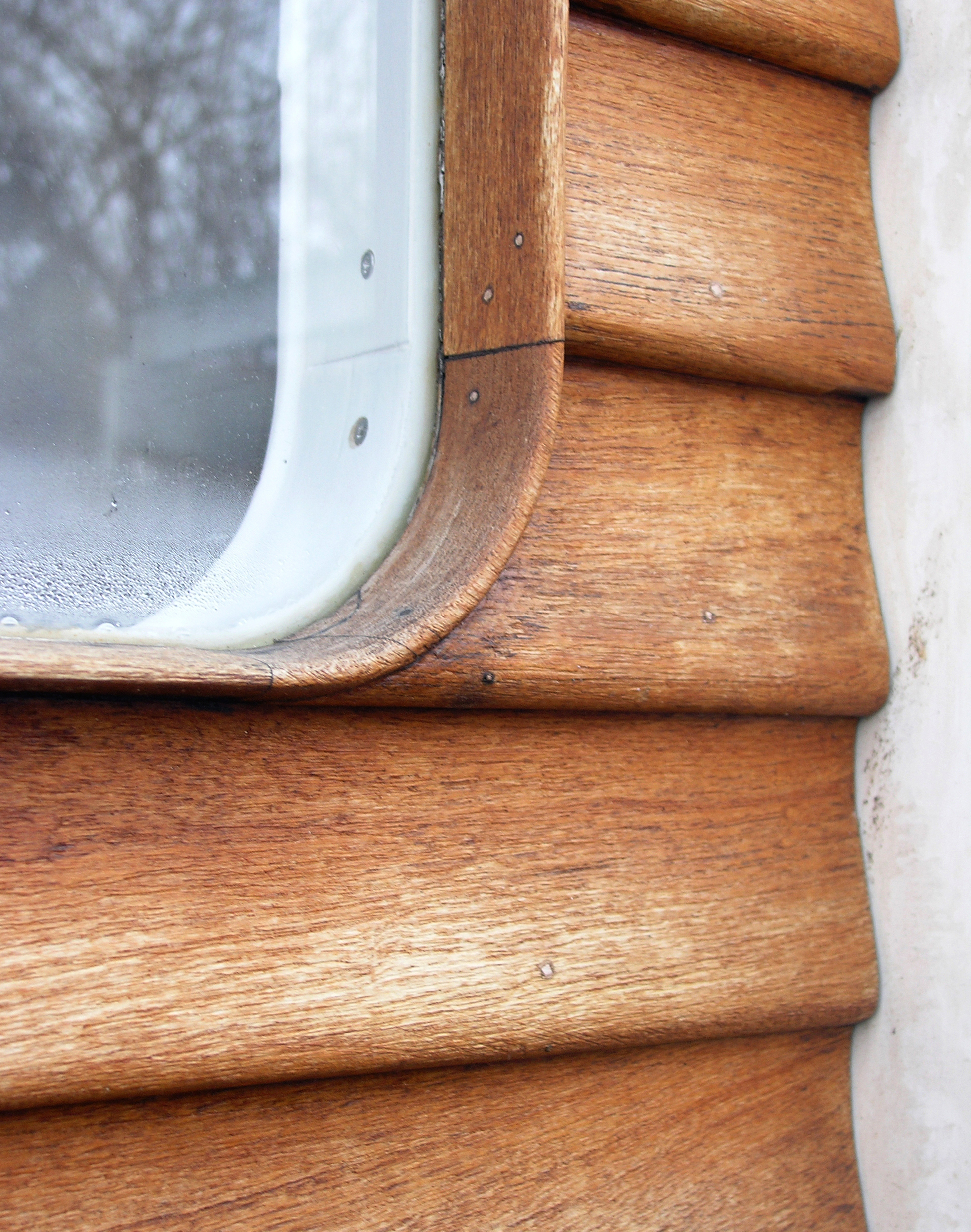
Achterdeur, 1935, Arne Jacobsen
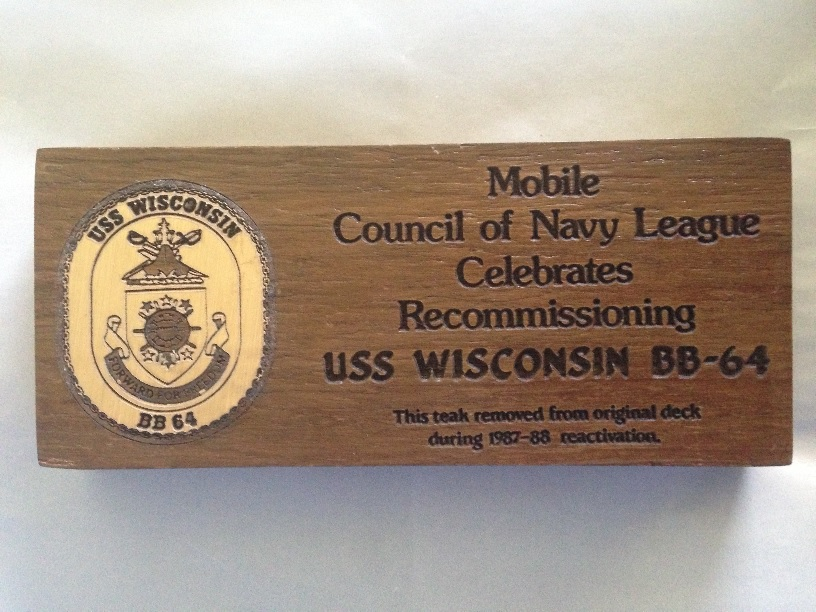
Stukje van het dek van de USS Wisconsin
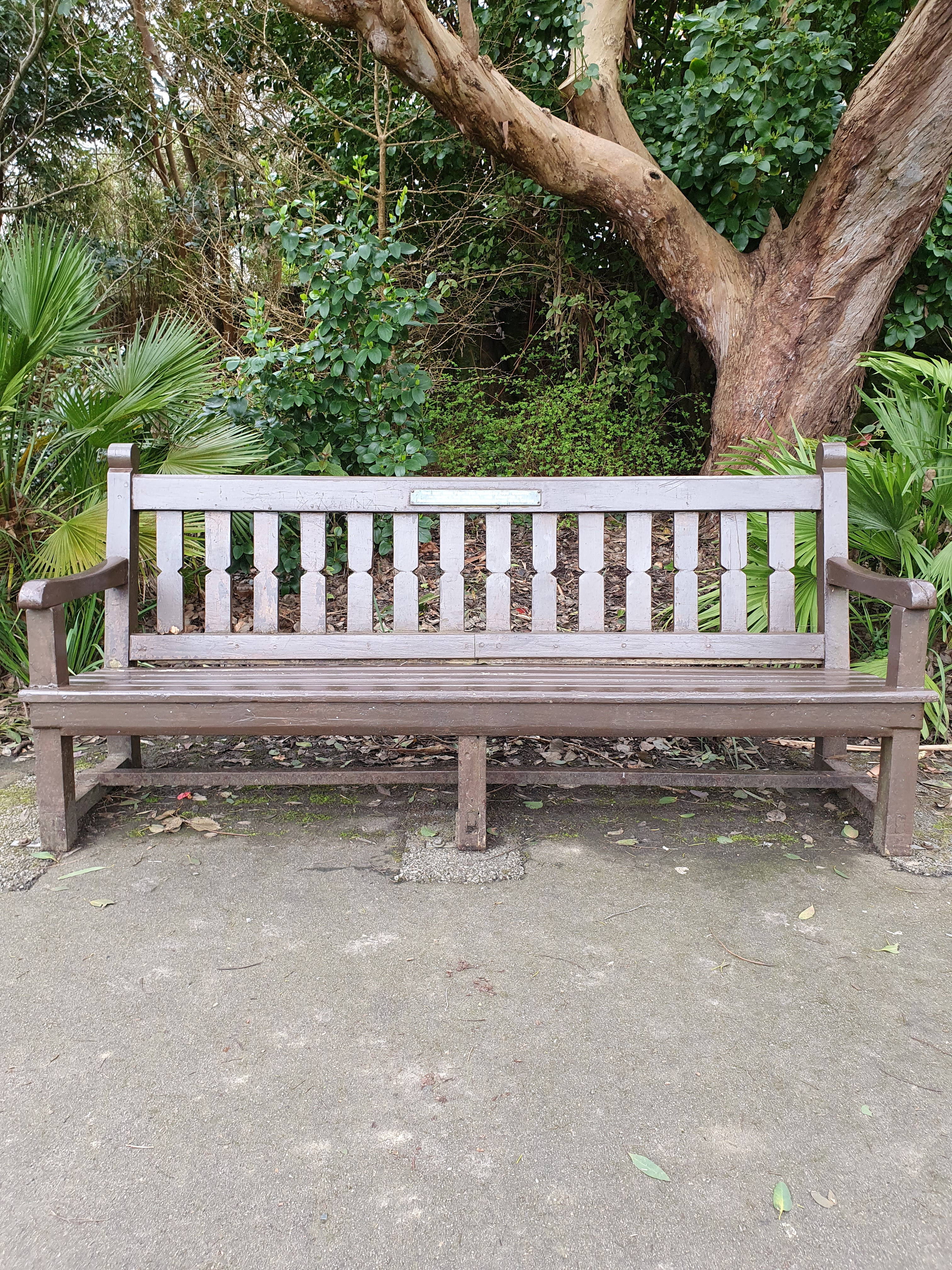
Tuinbankje, gemaakt van het dek van het slagschip HMS Warspite
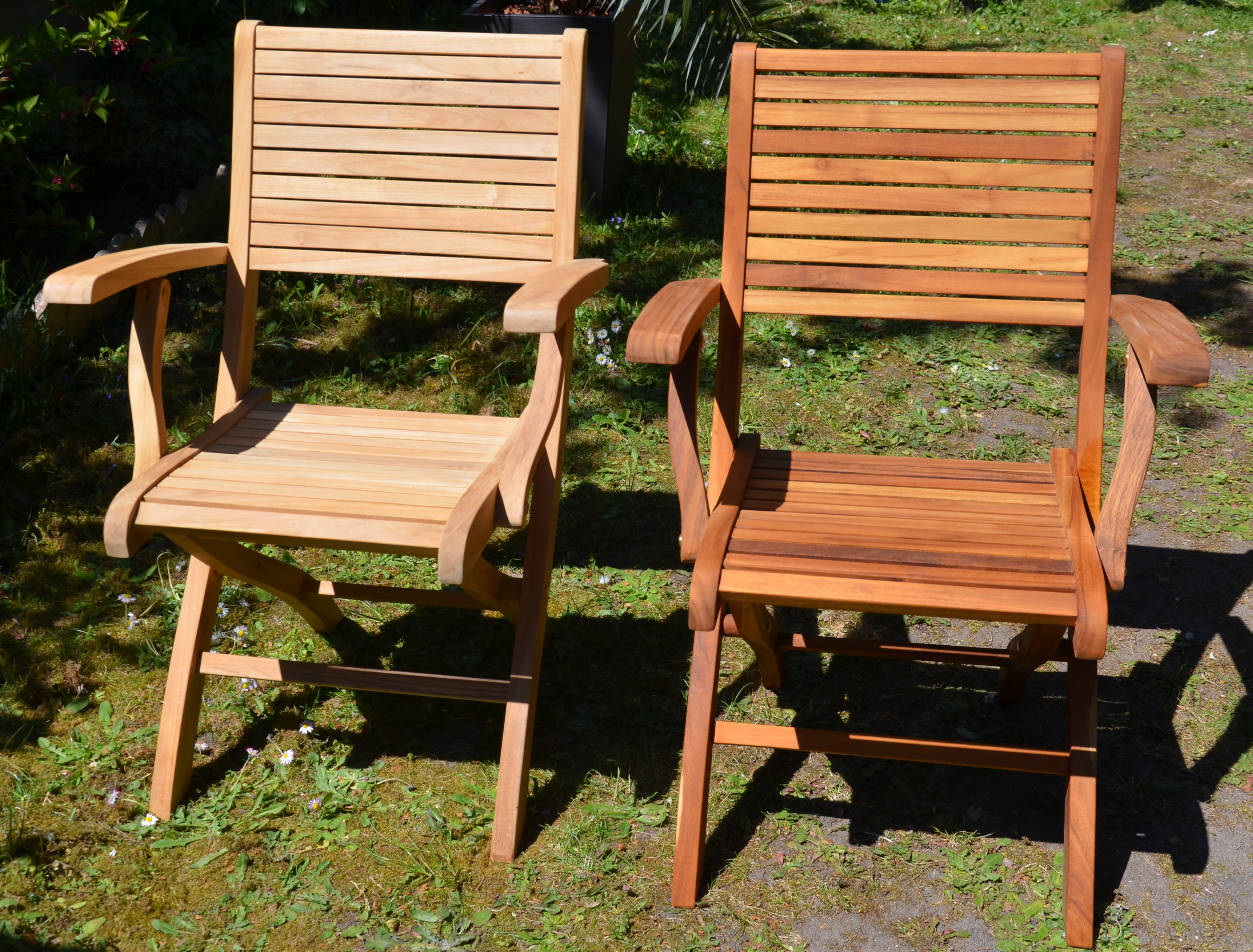
Tuinstoelen, waarvan een afgewerkt met olie
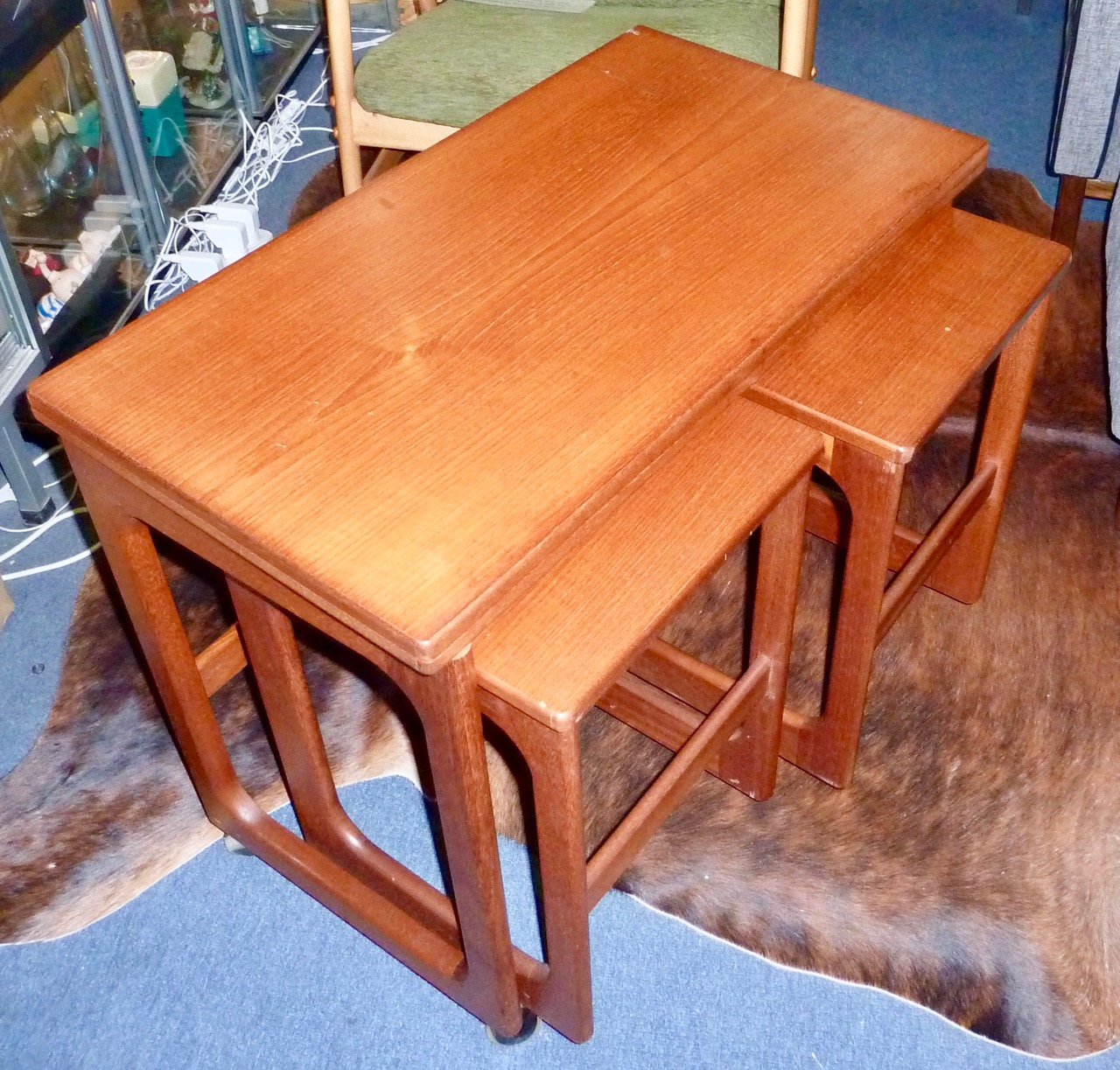
Bijzettafels
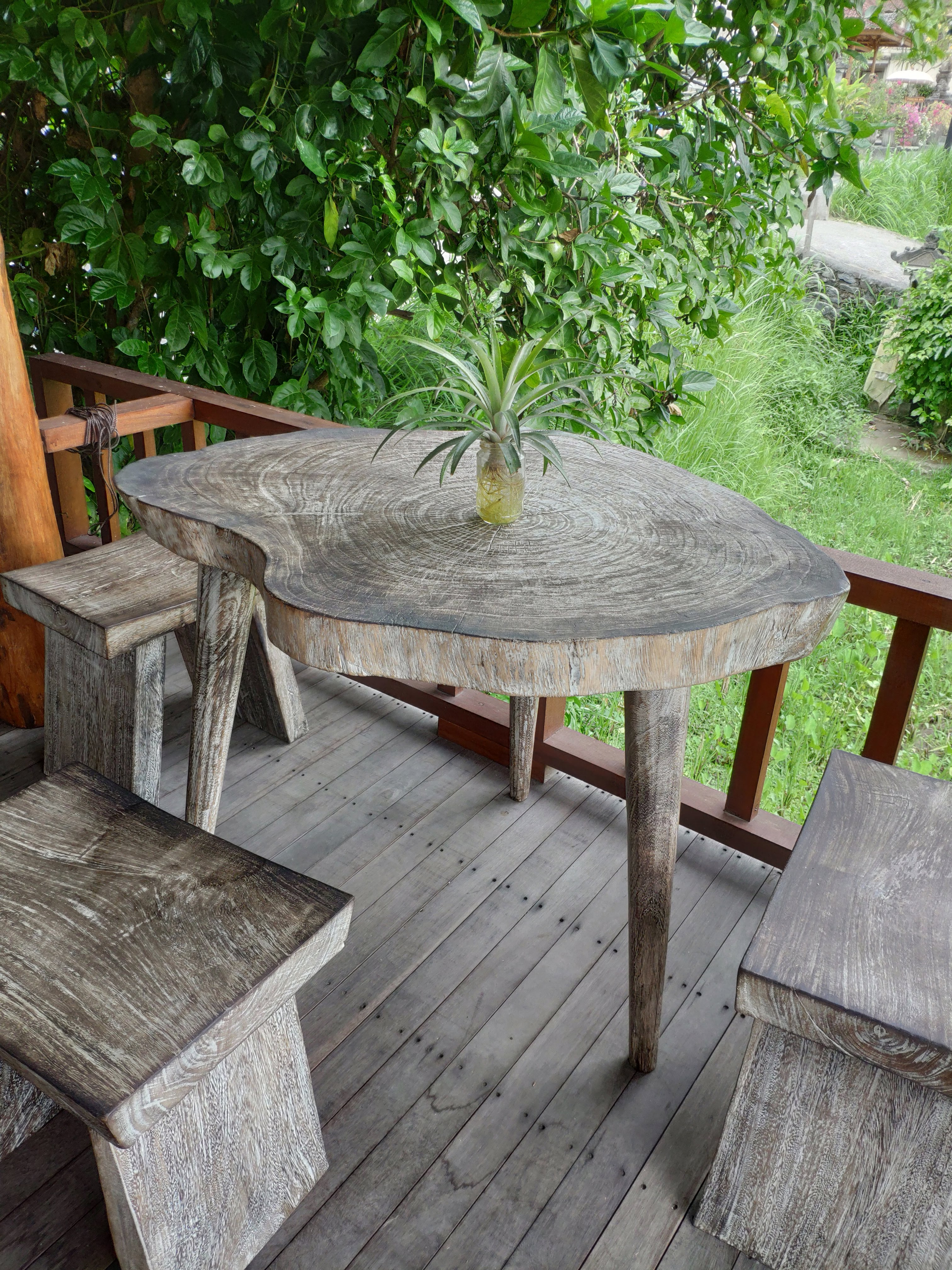
Tuinset, Bali
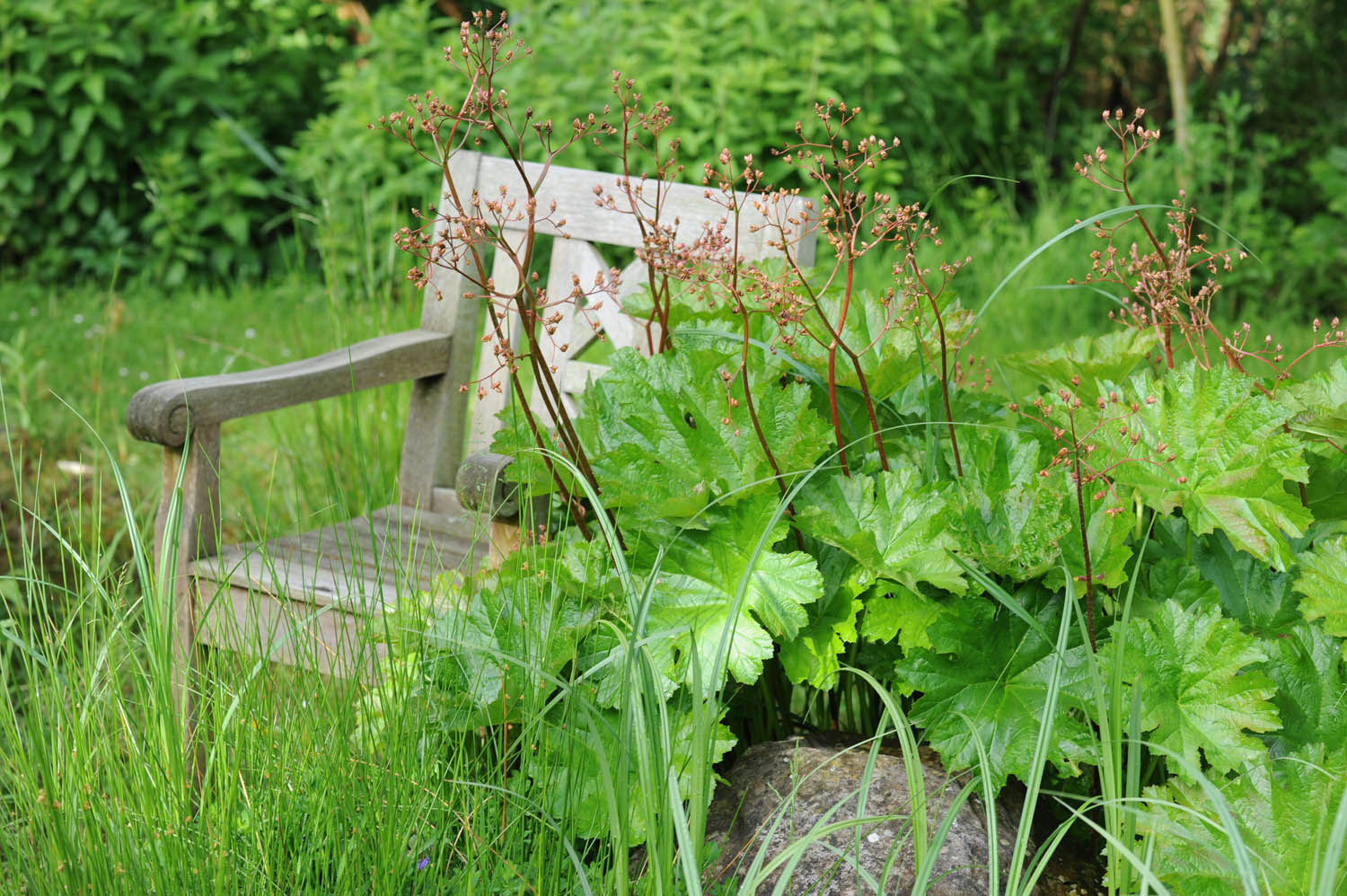
Stoel die buiten staat
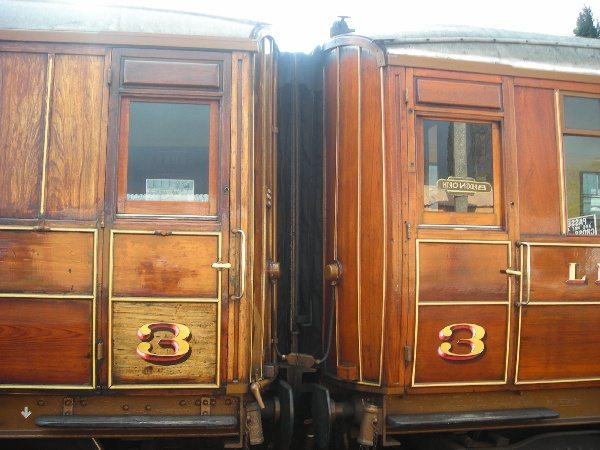
Spoorwagons
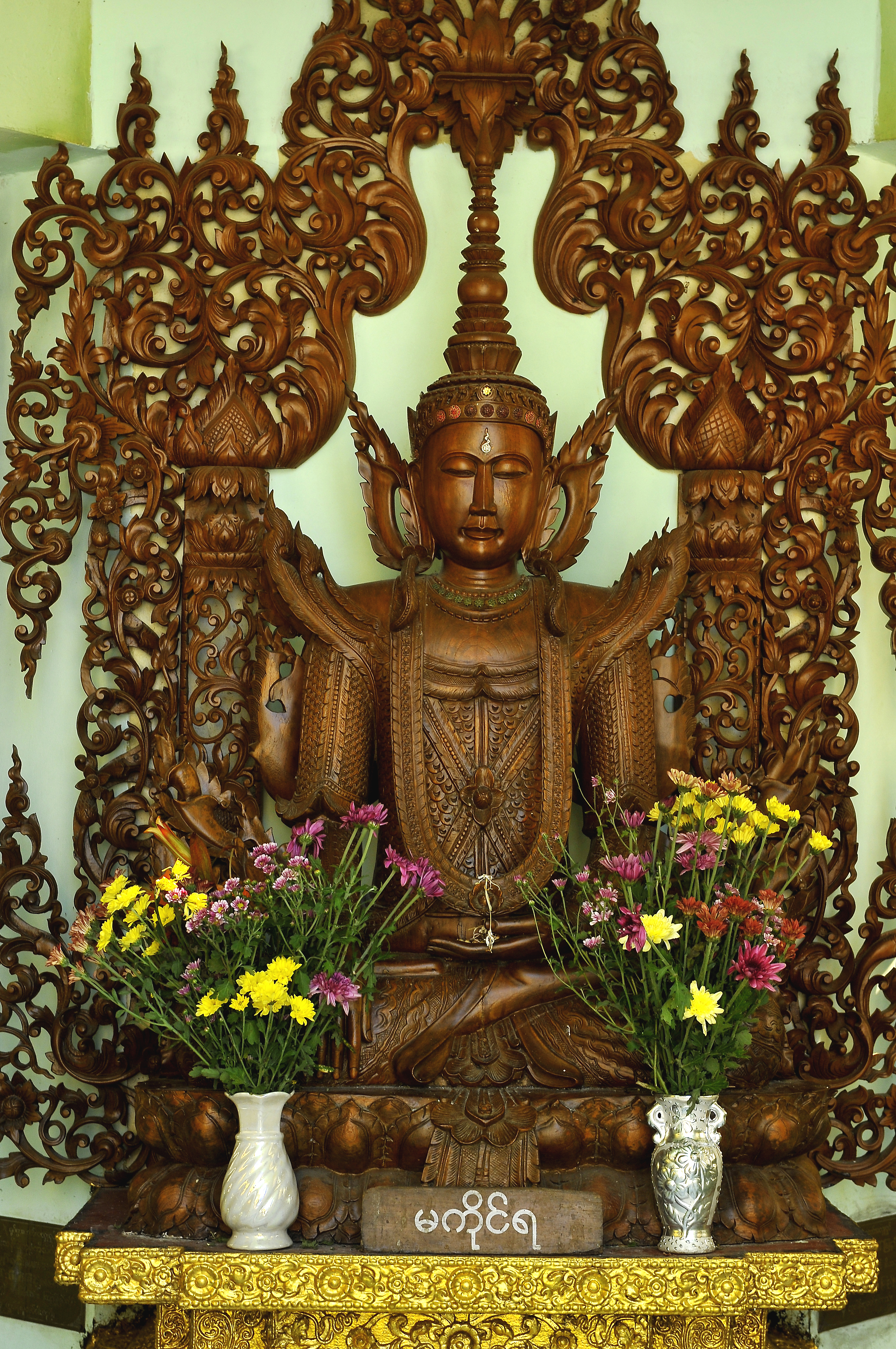
Snijwerk
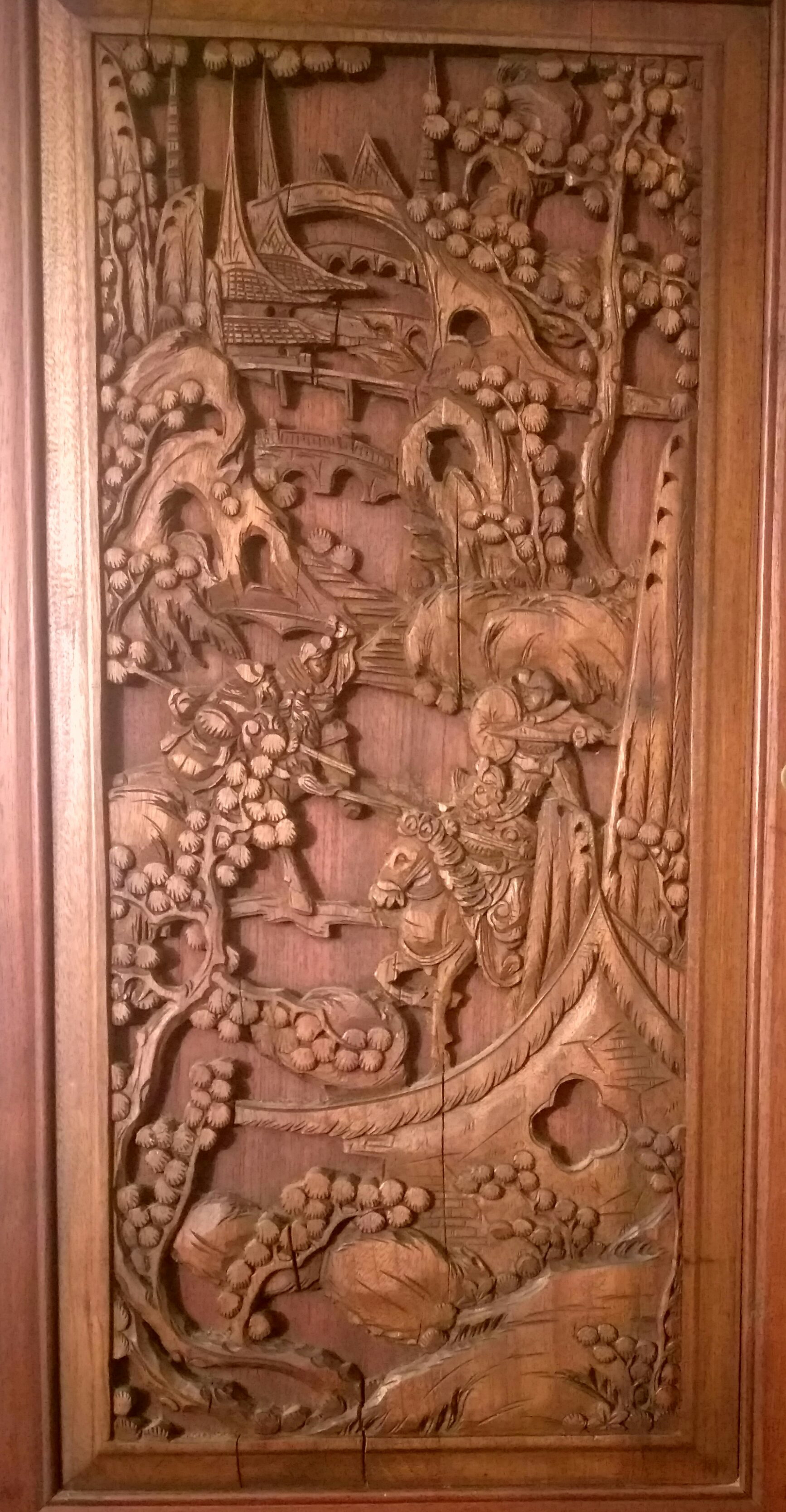
Snijwerk
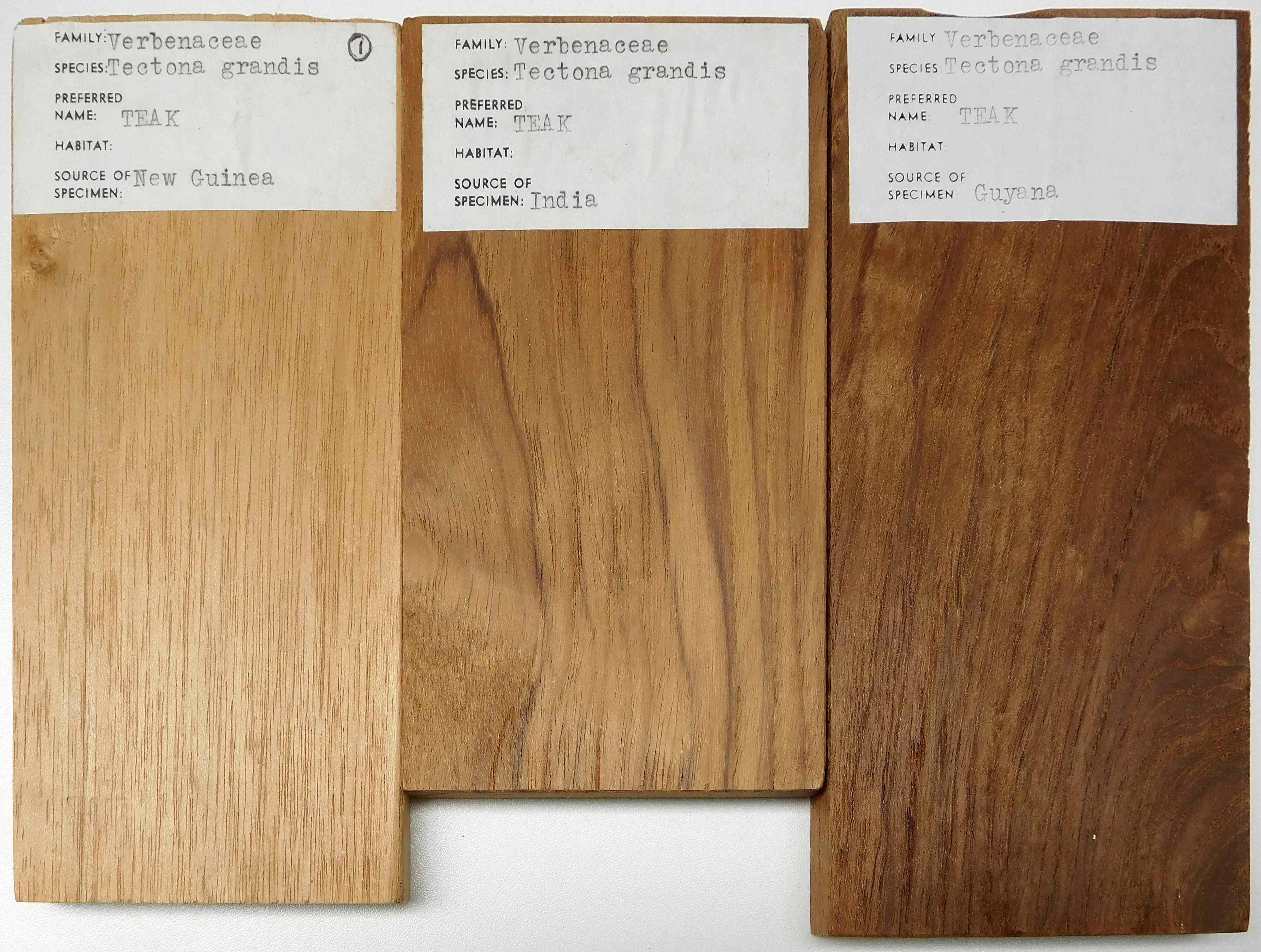
Drie monsters, met verschillend uiterlijk